# 喻政
喻政（1564年—1659年），字從父，號章瀾，贵州銅仁府民籍，江西南昌县人，明朝政治人物、同進士出身。

## 生平
十月十四日生，治易经。萬歷二十二年（1594年）甲午科貴州鄉試第一名舉人，萬曆二十三年（1595年）聯捷乙未科會試第二百五十八名，三甲一百六名進士，户部觀政，本年十月授湖廣龍陽縣知縣，历兵部职方司郎中、工部都水司郎中，由部郎出官福州知府。

## 家族
曾祖喻檩。祖喻顯。父喻成。前母楊氏，母徐氏。具庆下。兄喻言章（見任知縣）、喻言興（壬辰進士、兵部车驾司主事）、喻棟、喻敏（庠生）。弟喻徽。娶鄒氏，子以珙、以璧、以珍、以瑜。